# As Time Goes By (Jason Donovan-dal)
Az As Time Goes By című dal az ausztrál Jason Donovan 1992. november 16-án megjelent kislemeze az All Around the World című stúdióalbumról. A dal kevésbé volt sikeres, így csupán csak az angol kislemezlistára került fel, a 26. helyre.

## Eredete
A dalt Herman Hupfeld írta 1931-ben, mely az amerikai broadway Everybody's Welcome című musical egyik betétdala volt. Az eredeti változatot Frances Williams énekelte, majd többen is felvették a dalt, még ugyanebben az évben.
A dal Kertész Mihály 1942-ben bemutatott Casablanca című filmjében tűnt fel ismét Dooley Wilson előadásában.

## Megjelenések
CD Single  Európa Polydor – PZCD 245
1. As Time Goes By (7" Edit) 3:47
2. As Time Goes By' (Album Version) 5:05
3. Never Gonna Change 3:53